# Justin Fargas
Justin Fargas (Encino, California, 25 de enero de 1980) es un jugador de fútbol americano estadounidense. Fue corredor para los Oakland Raiders de la NFL desde 2003 hasta 2009, y para los Denver Broncos en 2010. Fargas se formó jugando fútbol americano universitario para los Michigan Wolverines y los Southern California Trojans de la NCAA.